# سنن النسائي الكبرى
السنن الكبرى هو كتاب حديث جمعه الإمام النسائي (214 - 303 هـ)، لا ينبغي الخلط بينه وبين السنن الكبرى للإمام البيهقي.

## وصف
السنن الكبرى هو أكبر مجموعة من سنن النسائي، حيث يحتوي على ما يقرب من اثني عشر ألف (12000) حديث مقارنة بما يقرب من ستة آلاف (6000) حديث في النسخة المختصرة. تعتبر المجموعة الأقصر ثاني أكثر كتب الحديث أصالة بعد صحيح البخاري ضمن الكتب الستة، من قبل معظم علماء الحديث.
يتضمن الكتاب 12 جزءا مقسمة كما يلي:
- الجزء الأول: 1الطهارة - 2الصلاة
- الجزء الثاني: تابع 2الصلاة - 3الجنائز
- الجزء الثالث: 4الزكاة - 7المحارية
- الجزء الرابع: 8المناسك - 17الصيد
- الجزء الخامس: 18العتق - 29القضاء
- الجزء السادس: 30البيوع - 41الرجم
- الجزء السابع: 41قطع السارق - 49الخصائص
- الجزء الثامن: 50السير - 52الزينة
- الجزء التاسع: 53عمل اليوم والليلة
- الجزء العاشر: 54التفسير - الملائكة
- الجزء الحادي عشر: الفهارس العامة 1
- الجزء الثاني عشر: الفهارس العامة 2

## تعليقات

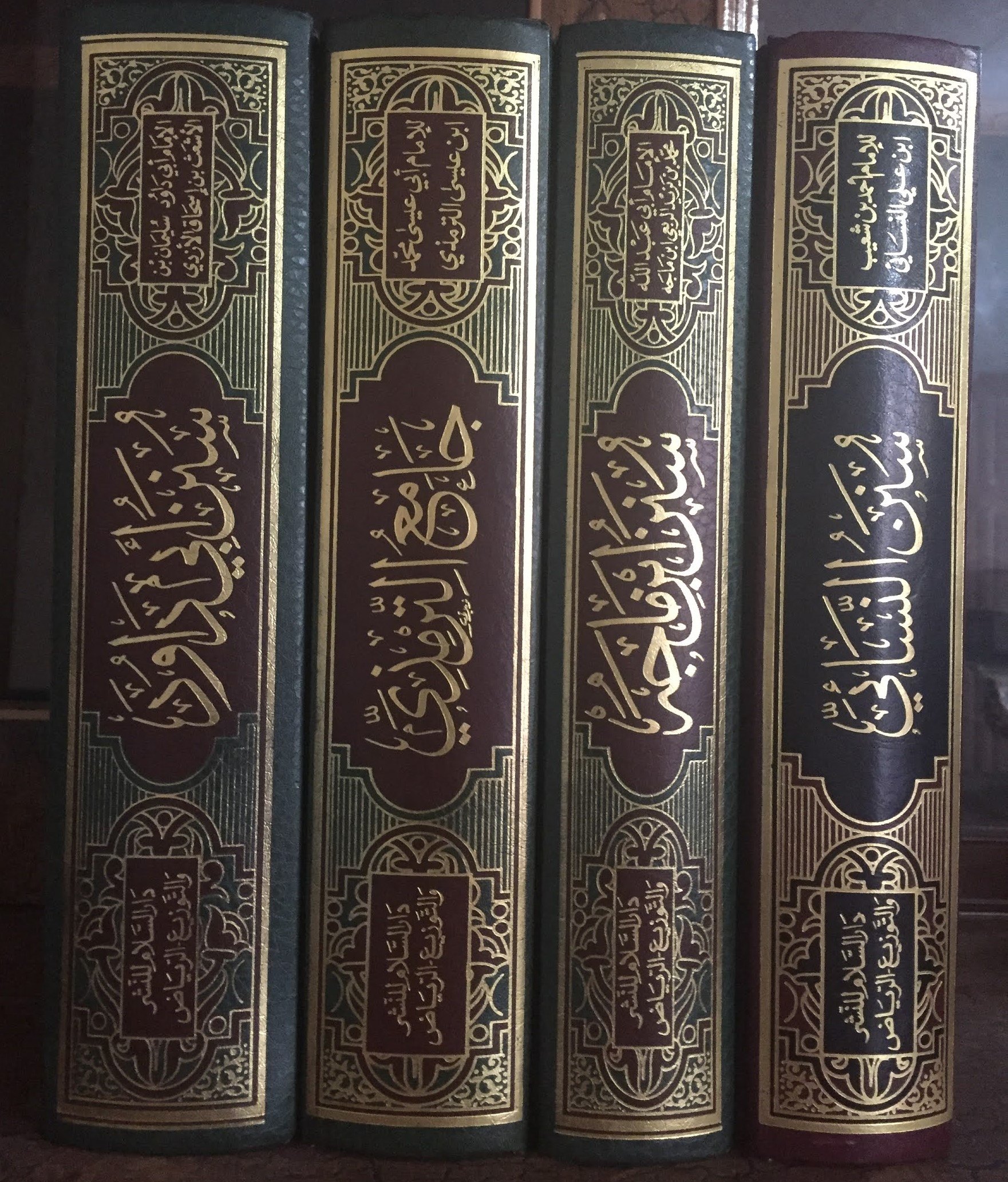
سنن النسائي الكبرى

من بين الذين كتبوا التعليقات على هذا الكتاب:
- كتاب السنن الكبرى النسائي 12 مجلد (كِتَابُ السُّنَن الكُبْرَى للنَّسَائي) شرح للشيخ شعيب الأرنؤوط والشيخ التركي: تاريخ النشر: الرسالة العالمية | دمشق/بيروت، سوريا/لبنان عام 2011.[8]